# Eupithecia jacksoni
Eupithecia jacksoni es una especie de polilla de la familia Geometridae. La especie fue descrita por primera vez por David Stephen Fletcher habiendo sido descrita en 1956, con distribución en Kenia. El holotipo de la especie, un espécimen macho, fue descrito en Monte Elgon. Pertenece al grupo de especies Eupithecia haworthiata, uno de los de mayor diversidad del género, incluyendo 30 especies de Asia, varias africanas, una europea y una de América del Norte. La envergadura es de unos 20 milímetros (0,8 plg).